# Norm Blackburn
Norman Norm Blackburn, född 28 april 1903 i England, död 21 februari 1990 i North Hollywood, var en amerikansk animatör och manusförfattare.

## Biografi
Blackburn var en profil inom underhållningsbranschen i över 50 år. Han började sin karriär hos Walt Disney 1927 som animatör. Där animerade han bland annat ett flertal kortfilmer i filmserien Alice Comedies. Han lämnade studion 1929 och började jobba hos ett flertal andra animatörer på 30-talet, bland annat för Ub Iwerks.
Efter att jobbat som serietecknare och manusförfattare började han på 40-talet jobba på J. Walter Thompson. Senare blev han programchef för den amerikanska TV-kanalen NBC. Där skapade han bland annat serier som You Bet Your Life och Dinah Shore Show med Dinah Shore.
Han avled 1990 till följd av komplikationer vid en höftoperation.

## Filmografi (i urval)
- 1927 – Alice's Picnic
- 1927 – Alice's Channel Swim
- 1927 – Alice the Beach Nut
- 1927 – Trolley Troubles
- 1927 – All Wet
- 1939 – Doktorn i dilemma (som manusförfattare)[1]